# Hervé Claude
Pour les articles homonymes, voir Claude.
Hervé Claude, né le 19 novembre 1945 à Paris, est un journaliste et écrivain français.

## Biographie
Arrière-petit-fils du député Camille Claude et fils de Pierre Claude, directeur commercial, et d'Hélène Le Beuve, Hervé Claude a présenté le journal d'Antenne 2, puis France 2, de 1975 à 1994. Il travaille depuis cette date sur Arte. Il anime l'émission religieuse Agapé, un dimanche par mois, sur France 2, dans le cadre de l'émission Le Jour du Seigneur de 2000 jusqu'en janvier 2010, puis à partir de mai 2010 dans une formule plus courte (l'émission passe de 52 à 26 minutes).
Hervé Claude a écrit plusieurs romans noirs. Il a créé les personnages de Ange, un flic australien gay, et son acolyte Ashe, ancien enquêteur dans les assurances. Ils sont les héros de quatre romans : Riches, cruels et fardés, Requins et Coquins (Série noire), Mort d'une drag-queen et Les Ours s'embrassent pour mourir (2012). Il a aussi publié un roman noir dans la collection "Suite noire" intitulé Cocu de sac.
Il vit plusieurs mois de l'année à Perth en Australie.
Hervé Claude a été marié de 1972 à 1976 à Françoise Kramer. Il est aujourd'hui pacsé depuis 2003 avec le sculpteur Matei Negreanu.

## Œuvre

### Série "Les Enquêtes de Ange & Ashe"
1. Riches, cruels et fardés, Gallimard, coll. « Série noire » no 2648, 2002Réédition Gallimard, coll. « Folio policier » no 511, 2008
2. Requins et Coquins, Gallimard, coll. « Série noire » no 2685, 2003
3. Mort d'une drag-queen, Actes Sud, coll. « Babel noir » no 12, 2007
4. Les ours s'embrassent pour mourir, Actes Sud, coll. « Actes noirs », 2010Réédition Actes Sud, coll. « Babel noir » no 69, 2012

### Autres romans
- Conduite à gauche, Ramsay, 1984Réédition Le Livre de poche no 4366, 1992
- L'Enfant à l'oreille cassée, Ramsay, 1986Réédition J'ai lu no 2753, 1990
- Le Désespoir des singes, Flammarion, 1989Réédition J'ai lu no 2788, 1990
- Le Jeu de la rue du Loup, Flammarion, 1992
- Les Amnésiques, Flammarion, 1995
- Le Journaliste, le Hasard et la Guenon, Seuil, 1996
- Une image irréprochable, Ramsay, 1998
- Pique-nique à marée basse, Ramsay, coll. « Ramsay poche » no 24, 2007
- Cocu de sac, La Branche, coll. « Suite noire » no 24, 2008
- Nickel chrome, Actes Sud, coll. « Actes noirs », 2009Réédition Actes Sud, coll. « Babel noir » no 41, 2010
- Mort d'un papy voyageur, Baleine, coll. « Le Poulpe » no 271, 2010
- Les Mâchoires du serpent, Actes Sud, coll. « Actes noirs », 2012
- Crystal City, L'Aube, coll. « Aube noire », 2016Réédition J'ai lu Thriller no 12089, 2018
- Toxic Star, L'Aube, coll. « Aube noire », 2018

### Autres
- Matei Negreanu, Vers les arts, 1993Écrit avec Dominique Narran et Helmut Ricke.

## Décoration
- Chevalier de l'ordre des Arts et des Lettres (2010)[5]